# Tomasz Łubieński (Autor)

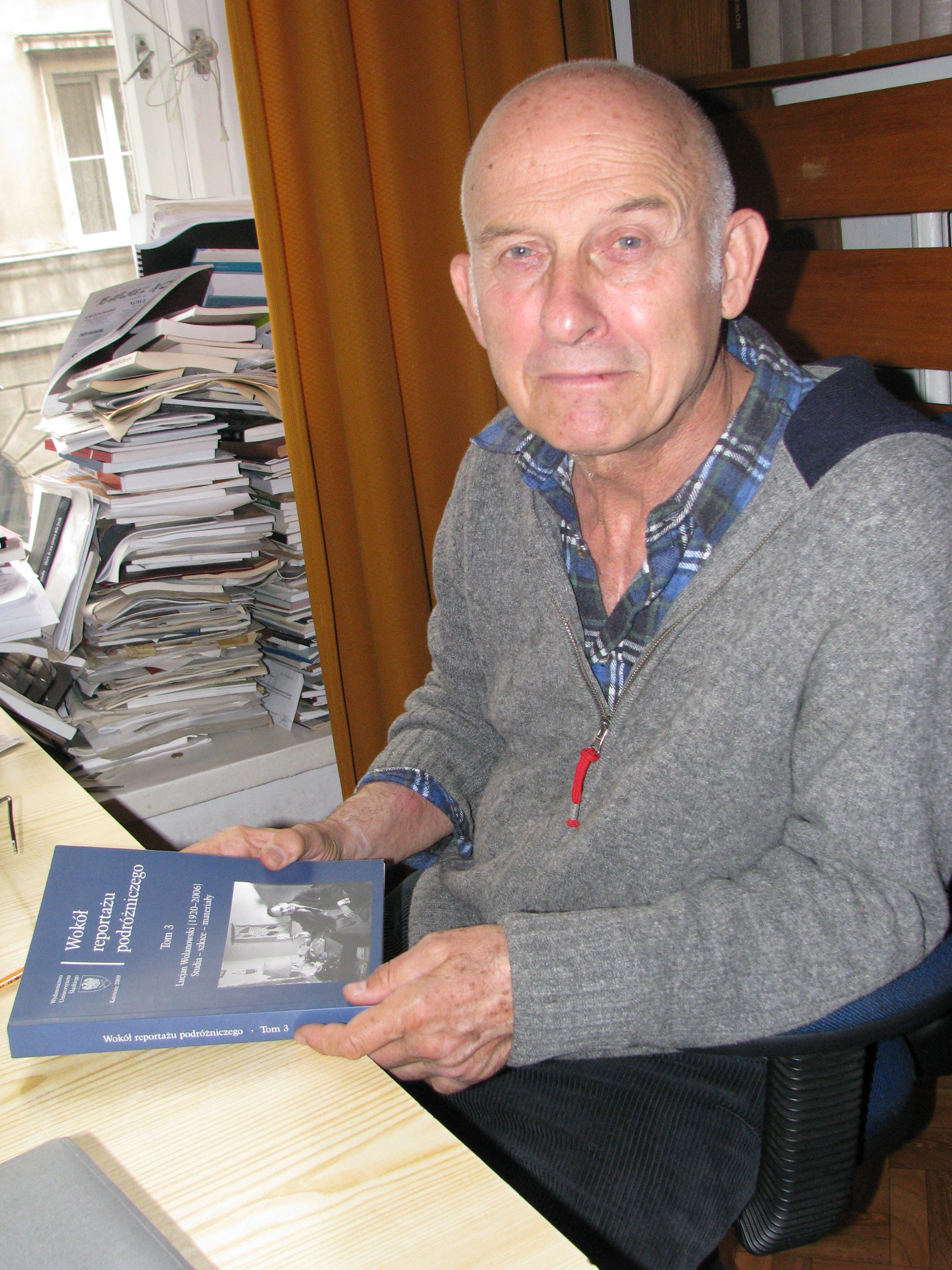
Tomasz Łubieński als Redakteur von Nowe Książki (2009)

Tomasz Konstanty Łubieński, Pseudonym Borygo Jańczak (geboren am 18. April 1938 in Warschau; gestorben am 15. März 2024) war ein polnischer Historiker, Publizist, Literaturkritiker und Schriftsteller.

## Leben
Tomasz Łubieński entstammte dem Adelsgeschlecht Łubieński (Wappenzweig Herb Pomian) und war ein Sohn des Anwalts Konstanty Łubieński (1910–1977), der als katholischer Aktivist Abgeordneter im kommunistischen Sejm war. Dieser wiederum war ein Sohn des Grafen Tadeusz Łubieński (1872–1942), Gutsherr auf Zasów (Gmina Żyraków) und Oberstleutnant der österreichischen, dann der polnischen Armee sowie katholischer Aktivist, der sich 1919 bei seinen Standesgenossen für eine Landreform zugunsten der Bauern einsetzte. Tomasz’ Onkel Michał Tomasz Łubieński war Kanzleichef des polnischen Außenministers Józef Beck, als Deutschland 1939 mit dem Überfall auf Polen den Zweiten Weltkrieg auslöste. Sein Sohn ist der 1983 geborene Schriftsteller Stanisław Łubieński.
Łubieński studierte Geschichte und Polonistik an der Universität Warschau. Von 1971 bis zu ihrer Einstellung im Jahr 1981 war er Redakteur der Zeitschrift „Kultura“. Nach der politischen Wende in Polen wurde er 1998 Chefredakteur der Monatsschrift Nowe Książki („Neue Bücher“). Łubieński war Mitglied der polnischen Autorenvereinigung Stowarzyszenie Pisarzy Polskich (SPP).
Unter seinen zahlreichen Veröffentlichungen war seine kulturhistorische Kritik der polnischen Tradition der Aufstände umstritten: Bić się czy nie bić („Kämpfen oder nicht kämpfen“, 1976). Seine Arbeit 1939 – zaczęlo się we wrześniu über den Ausbruch des Zweiten Weltkriegs fußte auch auf unveröffentlichten Dokumenten aus seiner Familie.

## Schriften (Auswahl)
Prosa, Essay
- Ćwiczenia (1962)
- Bić się czy nie bić? (1976)
- Pod skórą (1980)
- Czerwonobiały (über Ludwik Mierosławski; 1983)
- Pisane przedwczoraj (1983)
- Bohaterowie naszych czasów (1986)
- Norwid wraca do Paryża (1989)
- Porachunki sumienia (1994)
- Nieobecni mają rację (1996)
- M jak Mickiewicz (1999)
- Ani tryumf, ani zgon (2004)[2]
- Wszystko w rodzinie (2004)
- 1939 – zaczęło się we wrześniu (2009)
  - 1939 – noch war Polen nicht verloren. Übersetzung Antje Ritter-Jasinska. Mit einem Glossar versehen von Marta Kot. Berlin ; Warszawa : Ed. FotoTAPETA 2010
- Turnus (2012)[3]
- Molier nasz współczesny (2014)

Theaterstücke
- Gra (1959)
- Zegary (Stary Teatr, Kraków 1970)
- Koczowisko (Teatr Polski, Wrocław 1979)
- Ćwiczenia z aniołem (1976)
- Przez śnieg? (1981)
- Śmierć Komandora (1983)
- Trzeci oddech (1991)
- Strefa nadgraniczna (1992)
- Śniadanie do łóżka (1994)
- Wzgórze (1996)
- Ostatni (Teatr Narodowy, Warszawa 2004).